# Кихну (волость)
Ки́хну (эст. Kihnu vald) — волость в составе уезда Пярнумаа, Эстония.

## География
Включает в себя одноимённый остров и 80 близлежащих малых островов (их территория составляет 0,29 гектара). Находится в Рижском заливе. Площадь волости — 17,33 км², плотность населения в 2021 году составила 39,8 человека на 1 км2. Административный центр волости — деревня Сяэре.

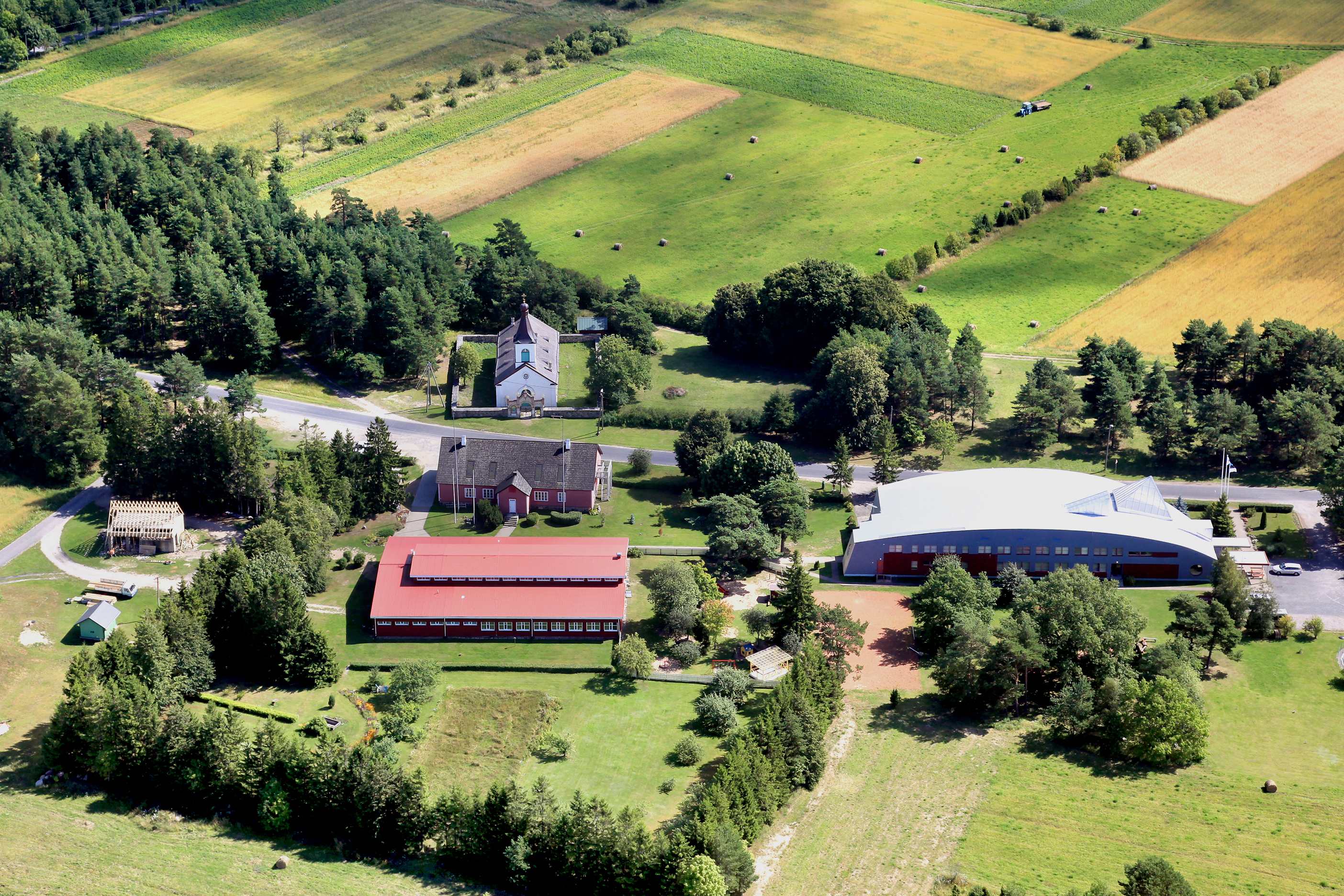
Православная церковь, школа и Народный дом Кихну

Расстояние по воздуху от Кихну до полуострова Тыстамаа (мыс Лао) составляет 10,6 км, до Пярну — около 40 км, до острова Рухну — 60 км. Ближайшая населённая местность находится в 7,5 км от Кихну — это деревня Мания муниципалитета Пярну.
В центральной части острова Кихну находится гряда высотой около 8,5 м, покрытая сосновым лесом, в других местах преобладают луга и пастбища, на западном и северо-восточном побережье  — песчаные дюны, на морском берегу множество валунов и каменных гряд. В волости нет болот, растёт совсем немного белой ольхи и ели. Климат морской и более мягкий, чем в среднем по Эстонии.
На территории волости находятся две природоохранные зоны: Кихну и Сангелайу.

## Население
Численность населения волости по состоянию на  1 января 2020 года составила 690 человек.
Число зарегистрированных жителей и постоянных жителей волости всегда отличается, например, по данным Регистра народонаселения по состоянию на 1 января 2017 года на острове Кихну был зарегистрирован 701 житель, однако по данным Департамента статистики на ту же дату на острове было только около 500 постоянных жителей. Особенно сильно число зарегистрированных жителей выросло в 2009 и 2010 годах, что, очевидно, было вызвано ужесточением контроля транспортных льгот на судовых линиях.
По сравнению со средними демографическими показателями в целом по Эстонии можно утверждать, что численность населения волости Кихну остаётся относительно стабильной, и доля трудоспособного населения в возрастной структуре сравнительно высока. По данным 2017 года в волости проживало 128 человек пенсионного возраста. По прогнозам, в ближайшие 10 лет это число будет расти, в связи с чем, вероятно, вырастет и число пожилых людей, нуждающихся в постоянном уходе.
В летние месяцы численность населения волости существенно вырастает. Согласно представленной капитаном Кихнуского порта статистике, остров посещает в год 28−29 тысяч туристов (данные за период октябрь, 2015 — сентябрь, 2016).

## История
Волость была образована 21 мая 1992 года.

## Символика
Герб: на серебряном геральдическом щите синяя восьмиконечная звезда и волнистый чёрный оголовок, на котором лежачий и смотрящий прямо тюлень серебряного цвета. Наклонные ветви звезды короче крестовых.
Волнистое разделение щита символизирует море. Синяя восьмиконечная звезда символизирует стороны света, а также расположенный в середине по-северному свежего моря остров Кихну. Гербовое животное отсылает к ловле тюленей, традиционной деятельности кихнусцев.

Флаг: на квадратном белом полотнище синяя восьмиконечная звезда. Нормальный размер флага 105 x 105 см.

## Населённые пункты
В состав волости входят 4 деревни: Лемси, Линакюла, Роотсикюла и Сяэре.

## Статистика

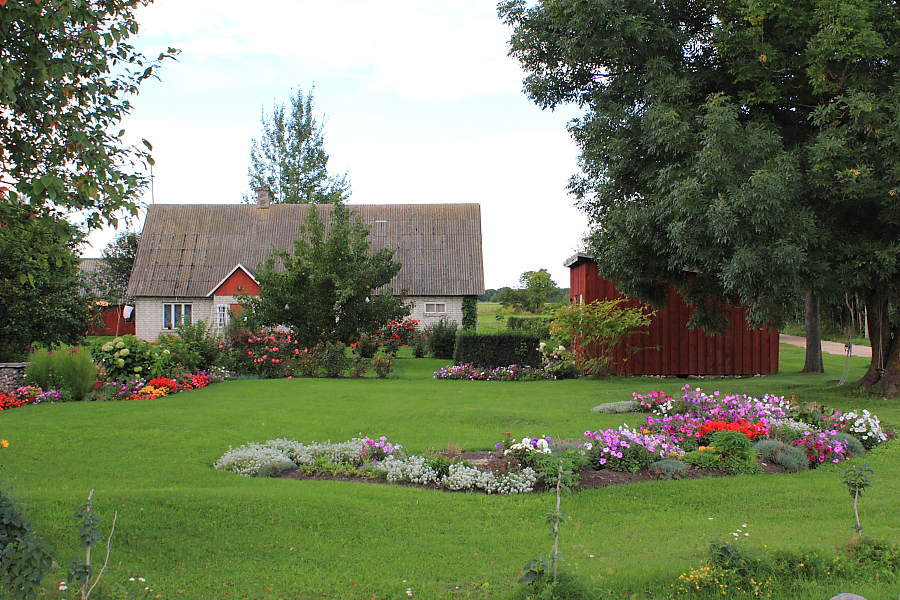
Сад в Кихну

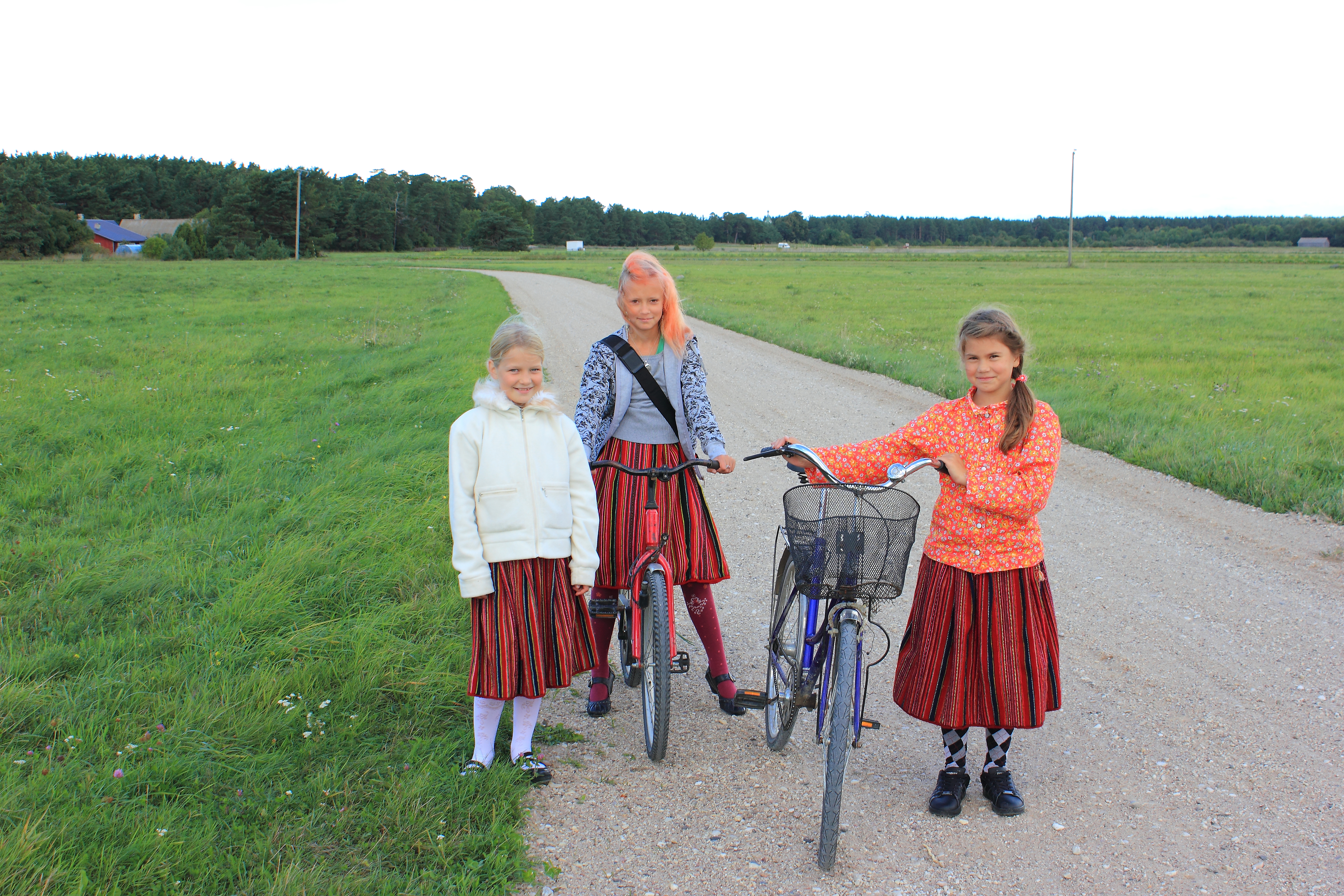
Кихнуские дети

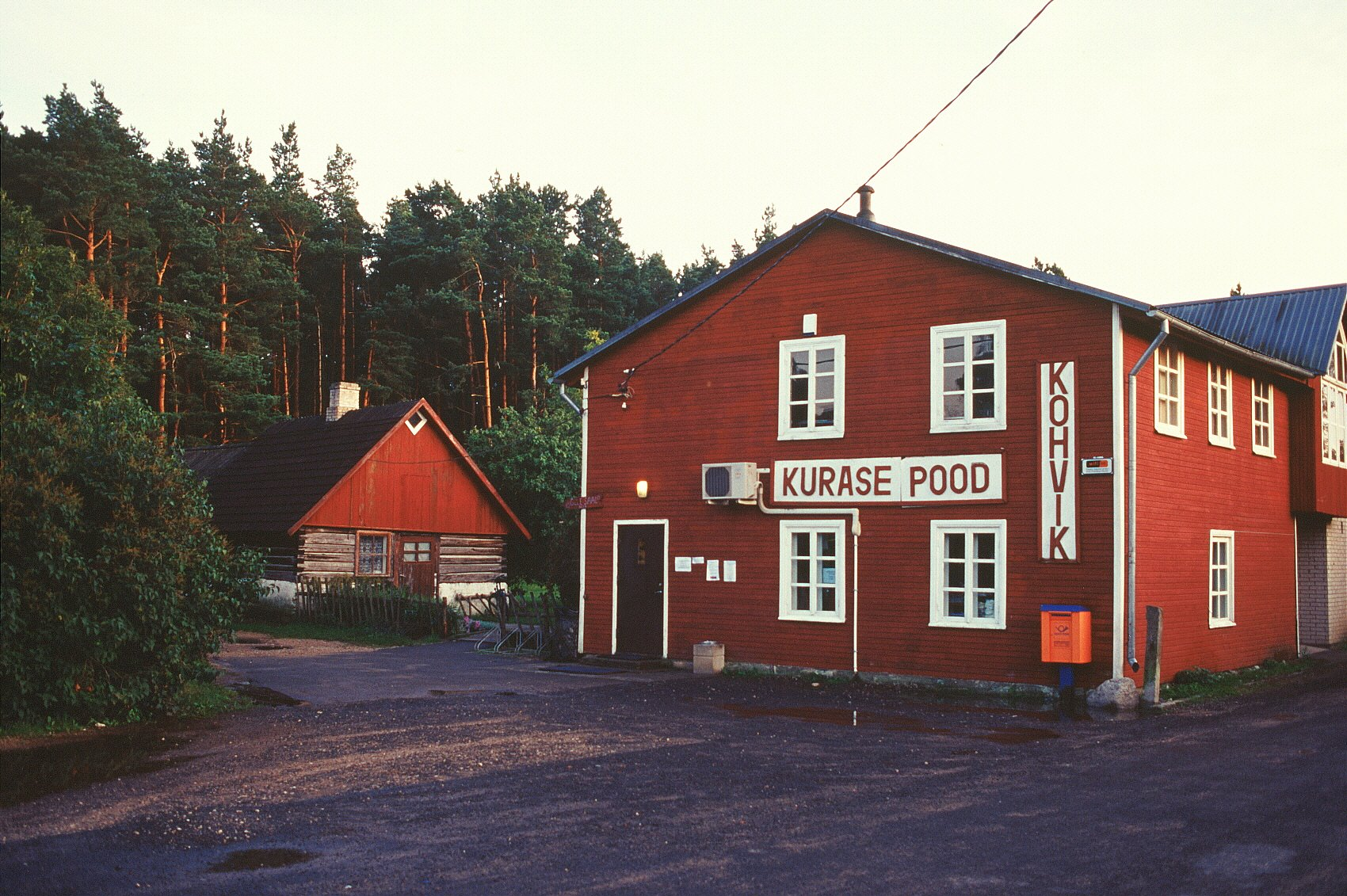
Магазин на острове Кихну

Данные Департамента статистики Эстонии о волости Кихну:
Число жителей на 1 января каждого года:
| Год     | 2016 | 2017  | 2018  | 2019  | 2020  | 2021  | 2022  |
| ------- | ---- | ----- | ----- | ----- | ----- | ----- | ----- |
| Человек | 682  | ↗ 686 | ↘ 685 | ↗ 687 | ↗ 690 | → 690 | ↘ 551 |

Число рождений:
| Год           | 2016 | 2017 | 2018 | 2019 | 2020 |
| ------------- | ---- | ---- | ---- | ---- | ---- |
| Живорождённых | 6    | 6    | ↗ 12 | ↘ 5  | ↗ 11 |

Число смертей:
| Год     | 2016 | 2017 | 2018 | 2019 |
| ------- | ---- | ---- | ---- | ---- |
| Умерших | 11   | ↘ 7  | ↗ 9  | ↘ 6  |

Зарегистрированные безработные:
| Год     | 2016 | 2017 | 2018 | 2019 | 2021 (август) |
| ------- | ---- | ---- | ---- | ---- | ------------- |
| Человек | 19   | ↗ 25 | ↘ 23 | ↗ 25 | ↘ 20          |

Средняя брутто-зарплата работника:
| Год  | 2016   | 2017       | 2018       | 2019       | 2020       |
| ---- | ------ | ---------- | ---------- | ---------- | ---------- |
| Евро | 995,08 | ↗ 1 081,07 | ↗ 1 132,05 | ↗ 1 208,87 | ↗ 1 249,10 |

В 2019 году волость Кихну занимала 32 место по величине средней брутто-зарплаты среди 79 муниципалитетов Эстонии.
Число учеников в школе:
| Год     | 2016 | 2017 | 2018 | 2019 |
| ------- | ---- | ---- | ---- | ---- |
| Человек | 29   | ↗ 37 | ↘ 34 | ↗ 39 |

## Инфраструктура

### Образование
В волости работает одна основная школа-детский сад. Школьное здание построено в 1972 году, реконструировано в 1997 году. Детсадовская группа при школе была открыта летом 2006 года. Почти все школьники и старшие дети детсадовской группы учатся игре на каком-нибудь музыкальном инструменте: аккордеоне, скрипке, гармошке или гитаре.

### Медицина и социальное обслуживание
Бывшая больница перестроена в центр здоровья, где есть помещения для нужд семейного врача и медсестры, зубоврачебного кабинета, дневного центра и скорой медпомощи. В волости осуществляется регулярная проверка зубов у пожилых людей и детей (стоматолога на постоянной основе нет). Аптечные услуги оказывает местный семейный врач. Раз в год в волости проводятся Дни здоровья, в рамках которых семейный врач имеет возможность пригласить в волость врачей-специалистов узкого профиля с материка. Раз в два месяца в волости принимает ортопед, и несколько раз в год — сосудистый хирург. В 2011 году была основана должность работницы по уходу на дому, которая оказывает услуги по хозяйству и личному уходу, не требующие медицинского образования.
В 2020 году волость Кихну участвует во II туре проекта Европейского Союза «Физическая адаптация жилья людей с инвалидностью», в рамках которого при поддержке волостного бюджета и Европейского Фонда регионального развития оказывается соответствующее содействие нуждающимся в этом лицам.

### Культура, досуг и спорт
Муниципальные учреждения культуры: народный дом, библиотека, музей Кихну. Физкультурой и спортом можно заниматься в зале народного дома (волейбол, теннис, гимнастика) и в тренажёрном зале техноцентра. Есть теннисный корт и площадка для катания на роликовых коньках. Работают телевидение, радио и интернет.

### Транспорт и жилая среда
Общественный транспорт в волости отсутствует. На северо-востоке острова Кихну, в деревне Лемси, работает морской порт, на севере острова, в деревне Сяэре, есть лётное поле.
Электроснабжение острова Кихну осуществляется посредством проложенного по дну Кихнуского пролива кабельной линии, которая ведёт от подстанции на полуострове Тыстамаа. Для отопления помещений муниципальные учреждения используются геотермальные установки; в домашних хозяйствах в основном используется твёрдое топливо и в некоторой мере работающие на электричестве воздушные и геотермальные насосы.
По данным Департамента полиции за 2015 год уровень преступности в волости был ниже среднего по Эстонии. Проблемы с правопорядком в основном возникают в летний период, когда Кихну посещает большое число туристов. В это же время в волости происходят и дорожно-транспортные происшествия.

## Экономика

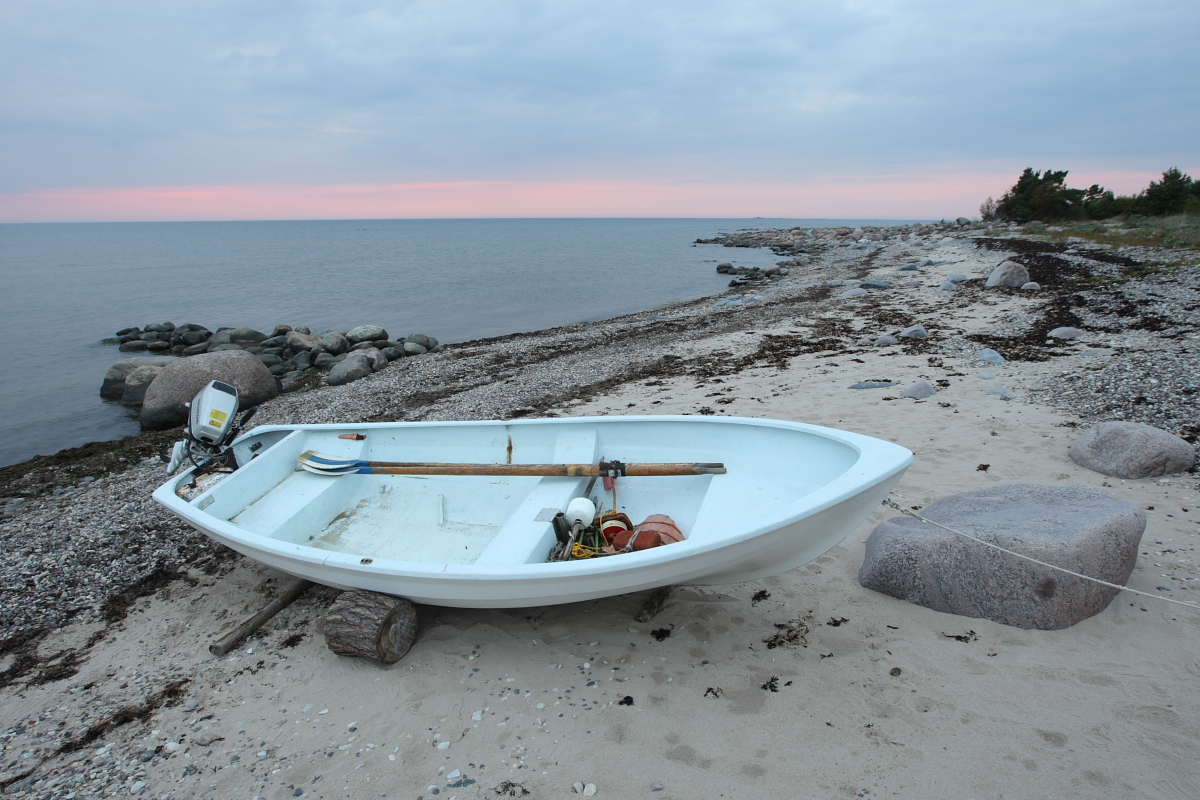
Рыбацкая лодка на побережье Кихну

Природной особенностью острова является нехватка возделываемых земель, поэтому основным видов деятельности у мужчин является морской транспорт и рыболовство. Сельское хозяйство играет вспомогательную роль, и им в основном занимаются женщины. В последние десятилетия к сферам трудовой занятости в волости добавился туризм.
Крупнейшие работодатели волости по состоянию на 31 марта 2020 года:
| Предприятие/организация | Вид деятельности                            | Численность работников |
| ----------------------- | ------------------------------------------- | ---------------------- |
| Kihnu Veeteed AS        | Морской и прибрежный пассажирский транспорт | 50                     |
| Волостная управа        | Государственное управление                  | 36                     |
| Kihnu kool              | Основная школа - детский сад                | 18                     |
| Kuhnu kala AS           | Переработка и консервирование рыбы          | 7                      |

В дополнение к этому в волости насчитывалось 73 рыбака-индивидуальных предпринимателя и 10 рукодельниц (по состоянию на 2017 год), которые работали круглый год. Летом число работающих увеличивается примерно на 30 человек — это обслуживающий персонал гостевых домов и торговых точек.

## Галерея

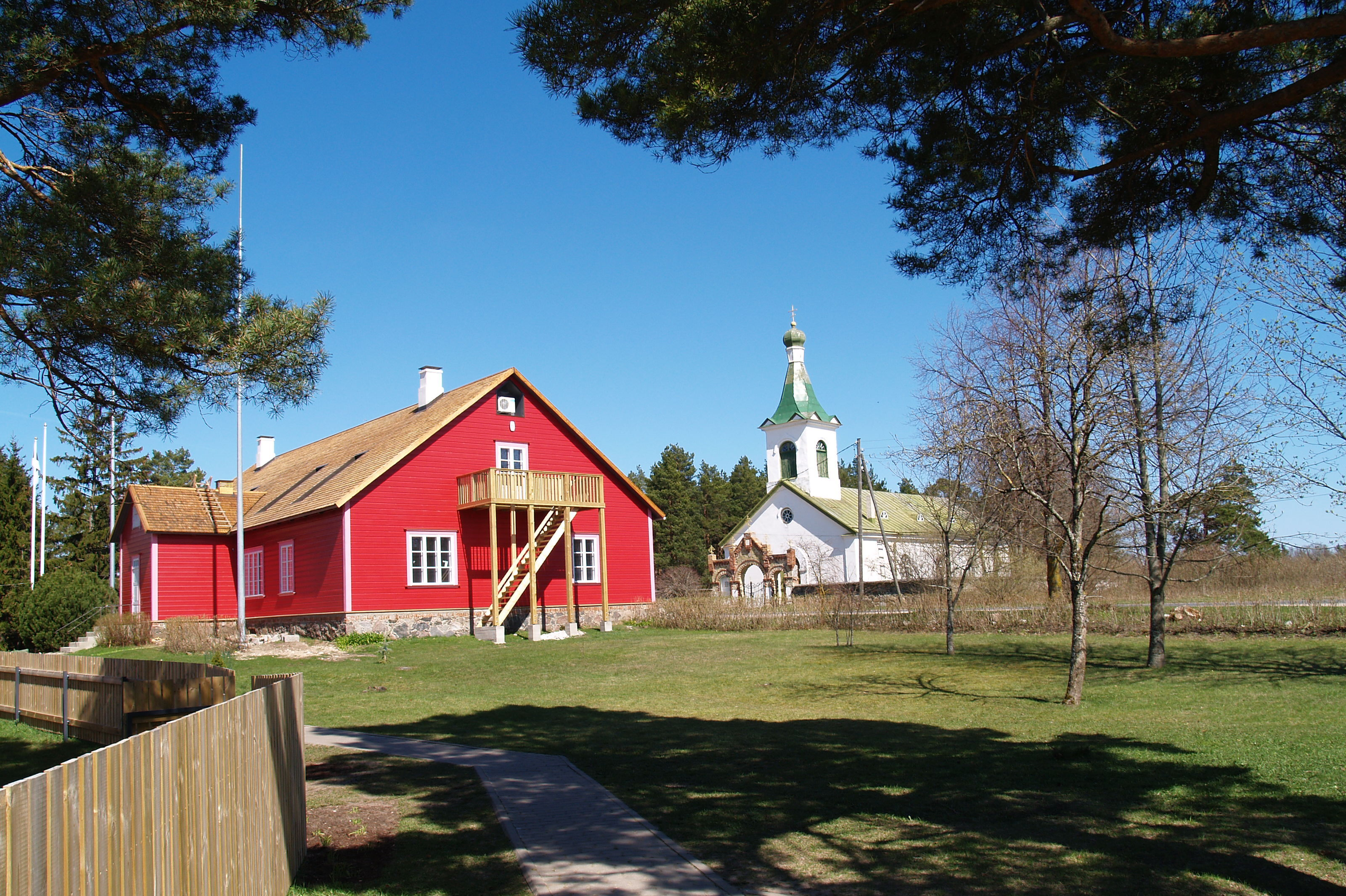
Музей и церковь Кихну
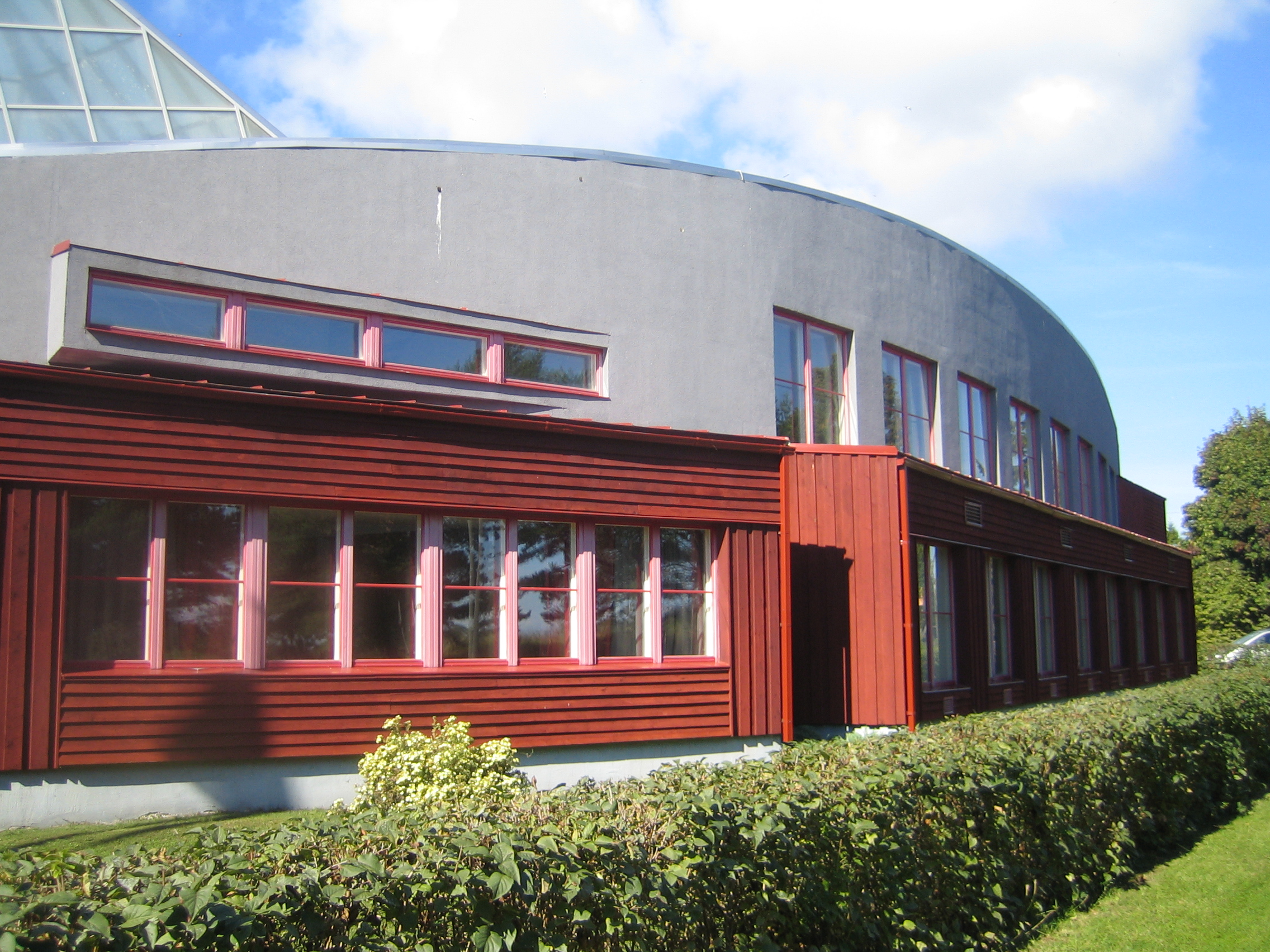
Народный дом
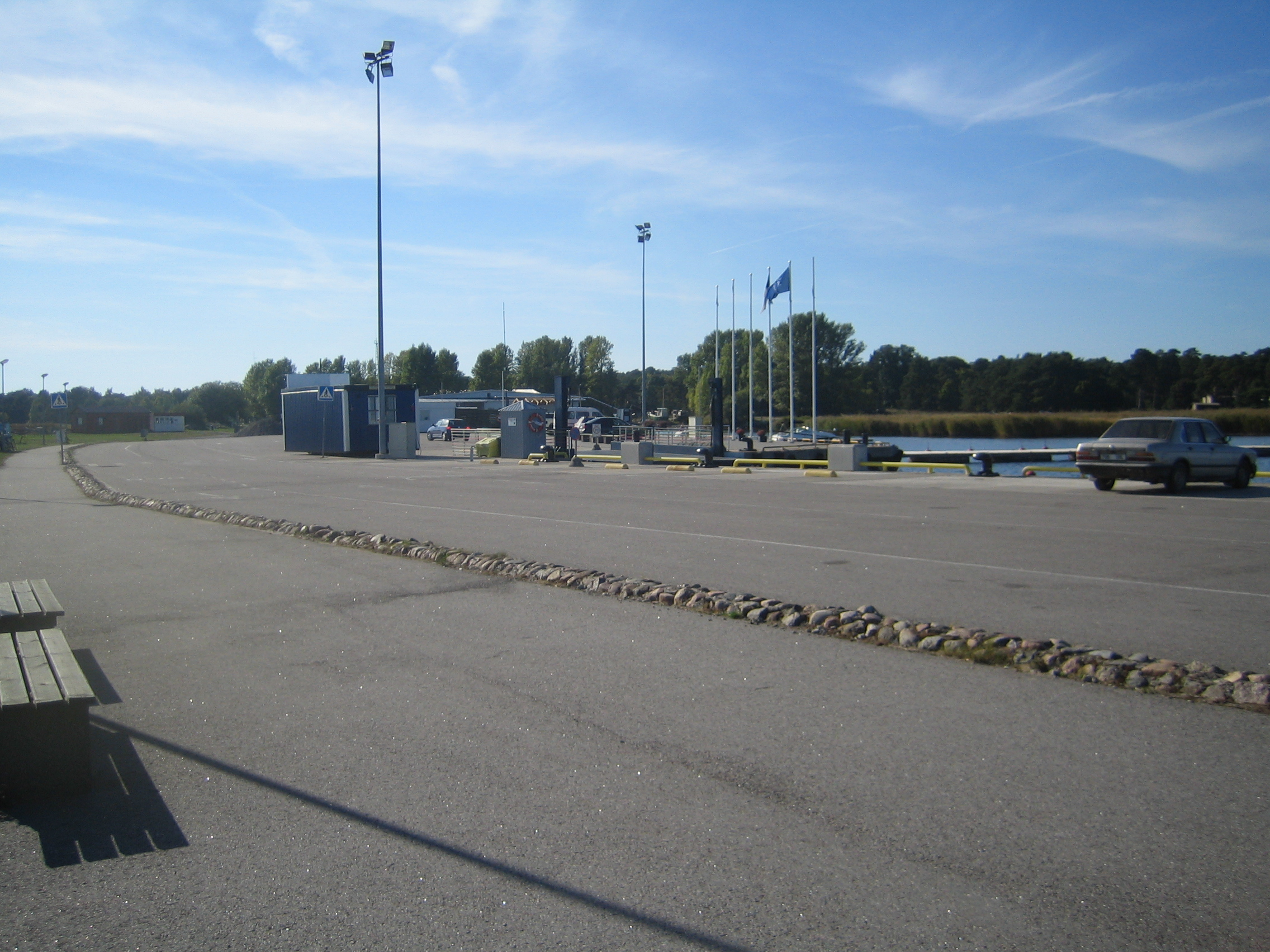
Порт Кихну
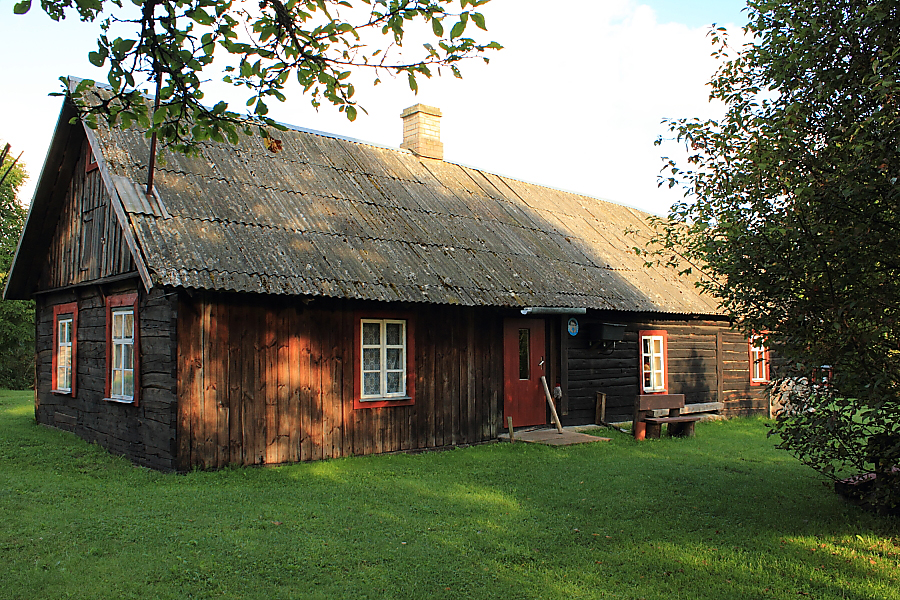
Старый дом рыбака
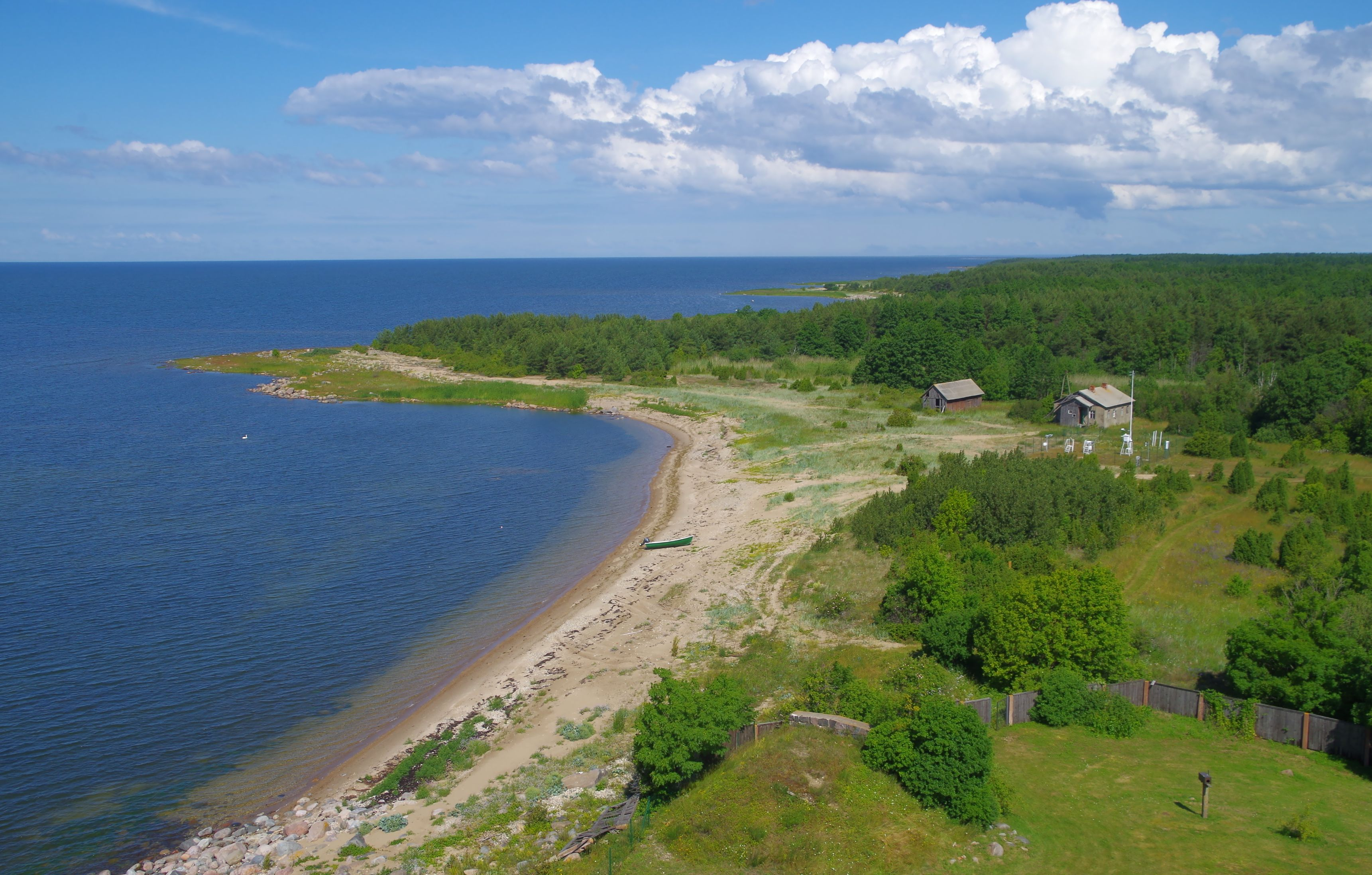
Кихну с высоты птичьего полёта
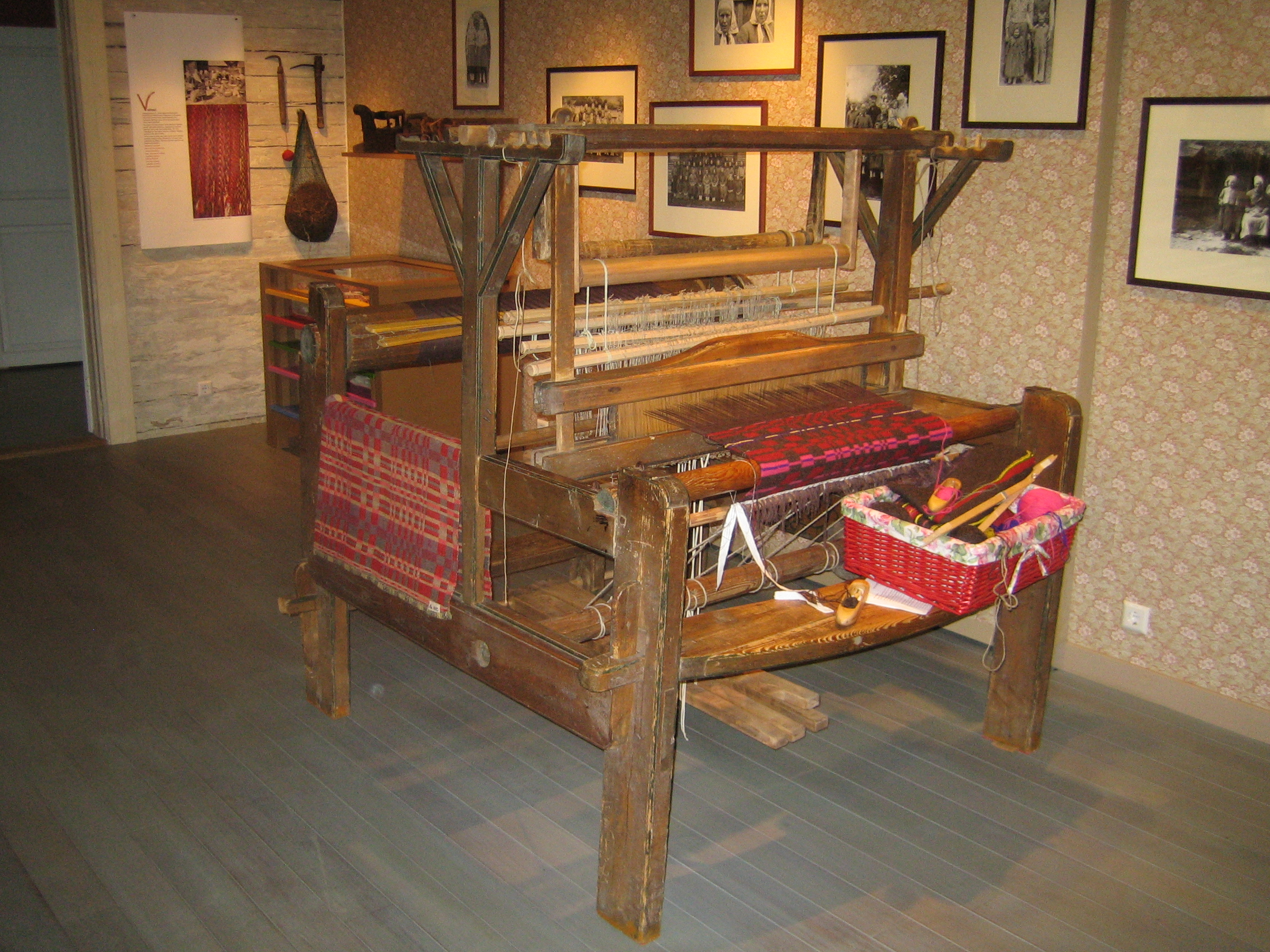
Ткацкий станок в музее Кихну
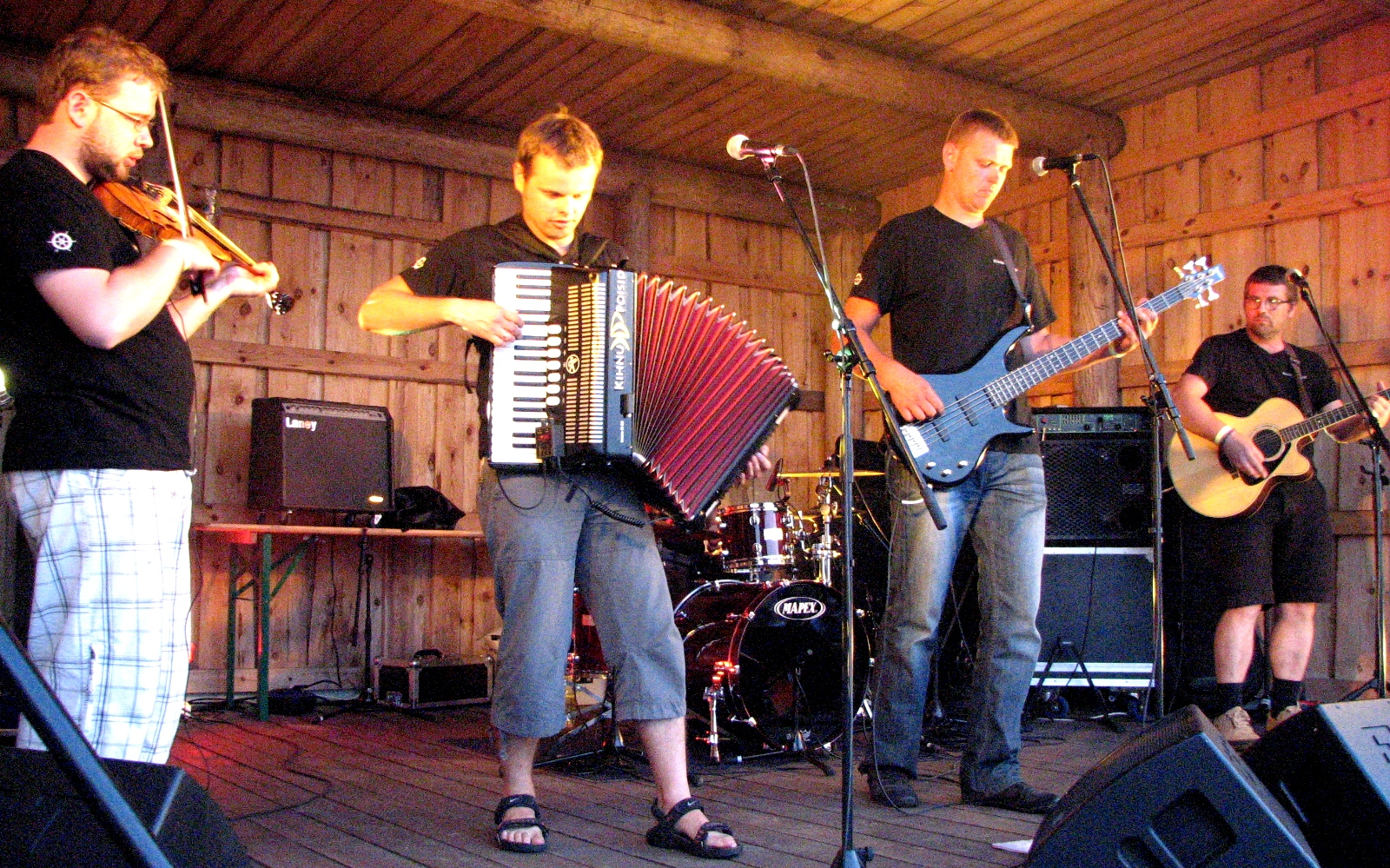
Ансамбль Kihnu Poisid
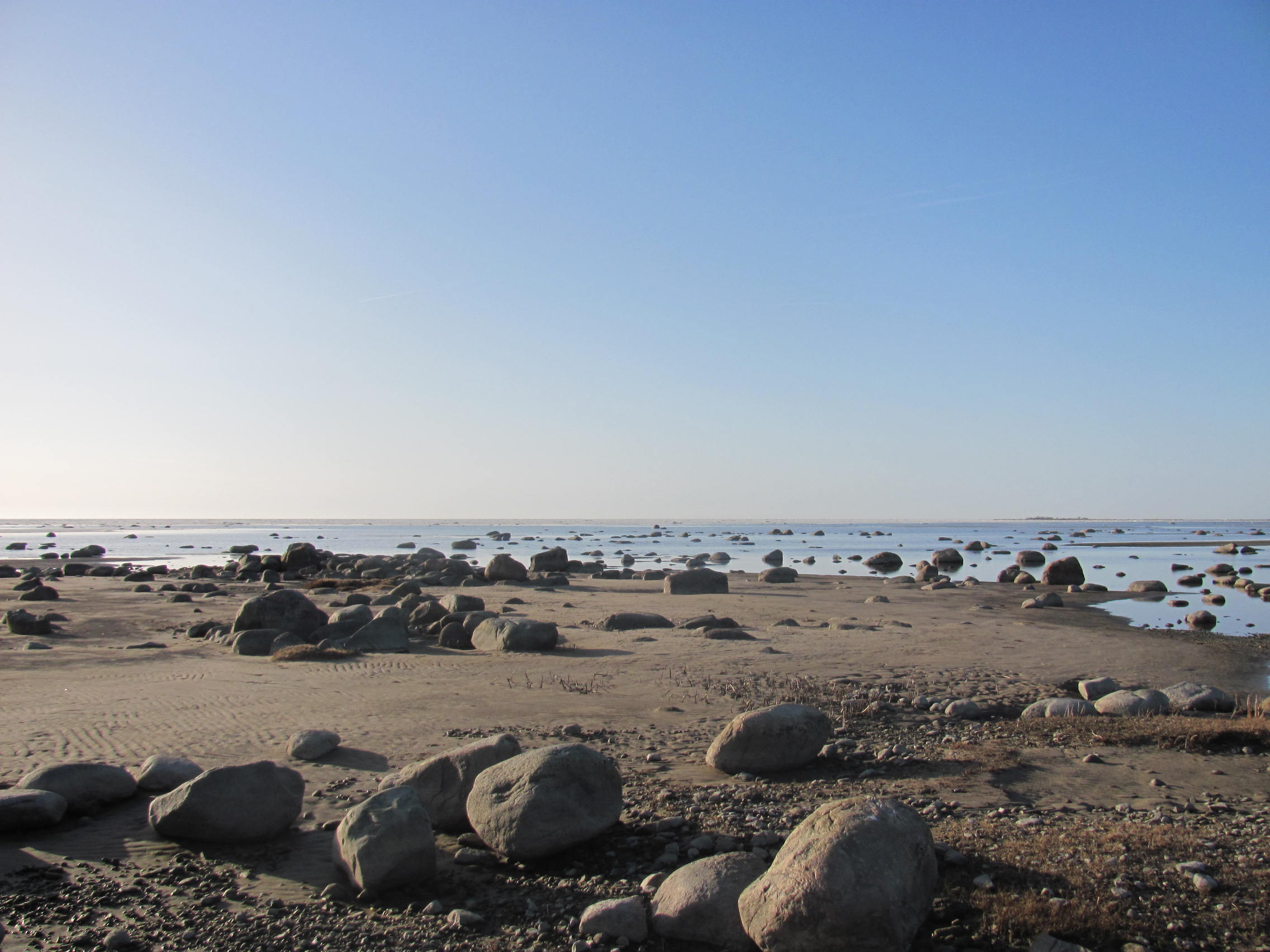
Берег моря в деревне Линакюла